# MOTHER (LUNA SEAのアルバム)
MOTHER（マザー）は、日本のロックバンド・LUNA SEAの4枚目のオリジナルアルバムである。初回限定盤は帯が透明、ジャケットの女性が違うポーズをしている写真のピクチャーレーベルCD、ブックレットより一回りほど小さいサイズのスペシャルフォトブック付き（メンバーはCDのブックレット内にあるものとは違うポーズをしている）。バンドスコアには両方のポーズの写真の他に、メンバーが当時ライブで使っていた楽器やエフェクターとアンプの写真、そしてアルバム全曲にRAINとFALLOUTを追加した全12曲分の楽譜の解説と演奏ポイントが掲載されている。
2007年12月5日、最新リマスタリング音源、「ROSIER」「TRUE BLUE」「MOTHER」のPVが収録されたDVDとの2枚組で、ユニバーサルミュージックより再発された。

## 概要
「前アルバムの製作によって得たものを次作に生かしてきたという意味で、『LUNA SEA』『IMAGE』『EDEN』という“3部作”が完結したと思っている。でも、これで終わるのではなく、より“本物”を目指したい」というメンバーの思いの下、製作が行われた。メンバーの一人、SUGIZO曰く「バンドマジックが生まれた」作品に仕上がった。
また、マニピュレーター兼キーボーディストであるd-kikuこと菊地大輔が製作に関わり始めたのもこの頃である。

## 収録曲
| 全作詞・作曲・編曲: LUNA SEA。 |                                                |          |            |      |
| #                              | タイトル                                       | 作詞     | 作曲・編曲 | 時間 |
| 1.                             | 「LOVELESS」(SUGIZO原曲)                       | LUNA SEA | LUNA SEA   | 5:34 |
| 2.                             | 「ROSIER」(J原曲)                              | LUNA SEA | LUNA SEA   | 5:23 |
| 3.                             | 「FACE TO FACE」(INORAN原曲)                   | LUNA SEA | LUNA SEA   | 4:43 |
| 4.                             | 「CIVILIZE」(SUGIZO原曲)                       | LUNA SEA | LUNA SEA   | 3:23 |
| 5.                             | 「GENESIS OF MIND 〜夢の彼方へ〜」(SUGIZO原曲) | LUNA SEA | LUNA SEA   | 8:10 |
| 6.                             | 「AURORA」(SUGIZO原曲)                         | LUNA SEA | LUNA SEA   | 4:42 |
| 7.                             | 「IN FUTURE」(J原曲)                           | LUNA SEA | LUNA SEA   | 4:15 |
| 8.                             | 「FAKE」(INORAN原曲)                           | LUNA SEA | LUNA SEA   | 3:10 |
| 9.                             | 「TRUE BLUE」(J原曲)                           | LUNA SEA | LUNA SEA   | 3:45 |
| 10.                            | 「MOTHER」(INORAN原曲)                         | LUNA SEA | LUNA SEA   | 5:19 |
| 合計時間:                      | 合計時間:                                      | 48:24    |            |      |

### 楽曲解説
1. LOVELESS
「LOVE」というセリフで始まり、「LOVE」というセリフで終わる。SUGIZO曰く「この曲よりも、始まりにふさわしい曲はない」[2]。初の東京ドームライヴである「LUNATIC TOKYO」をはじめ、様々な場面でオープニングとして演奏された[4]。また、イントロや曲中、アウトロ等で「eins zwei drei vier（アインス、ツヴァイ、ドライ、フィア）」とドイツ語で1，2，3，4を表す単語を繰り返し呟いているのはSUGIZOである。一番最後のみ「Du bist Lieblos （ドゥー ビス リーブロス）』と言っていて、「意味はざっくり言うと『You are loveless』です。初めて公表しました！」と2023年11月にSUGIZO本人がカバーアルバム発売記念としてX上で行ったリプ大会で質問に答える形で公表した[5]。歌詞に出てくるloveless lovemakingとは「愛の無い性行為」のことであるが、「世界から愛は消えようとしているが、キミは大切なものを離さないで欲しい」という内容の歌詞である。
ライヴでは、SUGIZOが上から12弦、フレットレス6弦、フロイドローズ付き6弦のトリプルネックギター（PR -TRIPLE NECK-（ESP））を使い（その3つのネックを1曲の中で使い分ける曲であるため。ただし、フロイドローズの音程を上げ下げする機能は使わない）、INORANが12弦のエレアコを用いて演奏する[4]。SUGIZOはイントロやAメロ、アウトロなどで聞こえるロングトーンはフレットレス、Bメロ（「キミよキミよ貴方よ～」）は12弦、サビは6弦を使って弾いている。INORANは以前は12弦のエレアコをスタンドに装着し、エレキギターを持ったままスタンドに載せてあるエレアコを弾いていたが、後にエレアコをスタンドに載せるのは止めて、普通に持って弾くようになった。
サビの後にギター・ソロは無く、小さい音量のシンセサイザーをバックにドラム・ソロがある。
ベストアルバムやライブアルバムでもファーストトラックでの収録が通例である（ベストアルバム『PERIOD 〜THE BEST SELECTION〜』を除く）。
ライブにおいても1曲目での演奏がほとんどだが、1996年11月2日「UN ENDING STYLE」ツアーの神戸ハーバーランドプラザ公演ではツアー中唯一のトリプルアンコールとして一番最後に演奏された。これは本作を受けて1995年に行われたツアー「MOTHER OF LOVE, MOTHER OF HATE」において4月17・18日に予定されていた神戸国際会館公演が阪神・淡路大震災の影響で中止となってしまったことから、「神戸へ『LOVELESS』を届けたい」というメンバーの意向[6][7]による。
2. ROSIER
3rdシングル。シングル版ではフェードアウトして終わるが、アルバムではフェードアウトせずに、ライブと同様にサビを歌い切り、「I am the trigger」というセリフと共に完奏する。最後以外のアレンジやミックスなどはシングル版と同じである。
3. FACE TO FACE
INORANはギターシンセサイザーやE-Bowを使っている。ギターソロは無く、RYUICHIが「Ah~」と間奏中に歌う。
ライブでは最初に打ち込みのドラムパターンが流れ、真矢がドラを叩いてからそこに加わるため、レコーディングに比べてイントロのドラムのパートが2倍の長さになる。2019年の武道館公演ではINORANがパーカッションを演奏し、さらにイントロが長くなったうえに、INORANはギターを弾かなかった。
4. CIVILIZE
SUGIZOが愛用しているワーミーペダルのリフが際立っている曲。SUGIZOはギターのエフェクターで最初に買ったのがディレイとディストーション、その次がワーミー・ペダルだった。
曲の構成がシンメトリーとなっているため、始めから曲の真ん中までと、真ん中から終わりまでが対称になっている。SUGIZOのギターソロも前半は即興で弾いた物、後半はそれを逆にしたものとなっている。
5. GENESIS OF MIND 〜夢の彼方へ〜
RYUICHIは「僕の親友に宛てた曲」と言い、SUGIZOは「この曲は自分にとって大切な人を無くした時の気持ち、その想いから生まれた曲」と言っていた（アルバムが録音・発売された前年の1993年に、RYUICHIの前バンドSLAUGHTERのドラム担当だったJUN（当時DEEP）の急逝や、その他メンバーの身内の死去が重なっていた）。演奏時間が8分を超える作品である。ライヴでは中盤で演奏され、直後に真矢のドラム・ソロが続くことが基本の流れである。「LOVELESS」同様、SUGIZOはトリプルネックギターを使用する[4]。CDではヴァイオリンを弾いている箇所があるが（5:08～5:53）、ライブではトリプルネックギターのフレットレスネックでその箇所のフレーズを弾いている。
6. AURORA
過去に発売されたビデオ、『Sin After Sin』のエンディングで流れていた「AFTER SIN」のピアノのフレーズを原曲にして作られた。アルバム中唯一のメジャー調の曲である。この曲もギター・ソロは無く、RYUICHIが「Wow～」と間奏中に歌い、間奏の最後にはモールス信号が導入されている。
7. IN FUTURE
2ビートナンバー。歌詞は、全て漢字とカタカナで書かれている。
AメロのRYUICHIのヴォーカルはエフェクトのかかった声になっているが、ライブでも特別なマイクを使用して再現している。Aメロの間にある間奏ではシンセサイザーによるサックスの演奏が導入されていて、ライブでもマニピュレーターが担当する。ライブでは、ギターソロが終わった直後のリフをSUGIZOがワン・フレーズごとに止めて、ファンの反応を楽しむことも多い。
8. FAKE
SUGIZOはフレットレス・ギターをフィンガー・ピッキングで演奏している。ギターソロの後のCメロではSUGIZOがヴァイオリンを弾いていて、Cメロの後には真矢のドラム・ソロもある。
この楽曲はLUNA SEAの歴史の中で、ただ一度もライブで披露されることがなかったが、発表から30年と120日を経た2025年2月23日、東京ドーム公演にてついに初演奏された。本公演は、結成35周年ツアー「ERA TO ERA」のファイナルとなる特別な夜。イントロが響き渡る中、RYUICHIの「ERA TO ERA 最後のピースを…」という言葉とともに、楽曲が演奏された。
9. TRUE BLUE
4thシングル。アレンジやミックスはシングル版と同じである。
10. MOTHER
本作のタイトル曲。サビの後にSUGIZOによるヴァイオリン・ソロがある。この曲もSUGIZOはライブではトリプルネックのギターを使うが、実際に弾くのは12弦のネックのみである。ライブではサビが終わった後、真矢のドラム演奏のみで繋いでいる間にSUGIZOはヴァイオリンに持ち替え、準備ができた所で全員でヴァイオリンソロのパートの演奏を始め、SUGIZOは曲の終わりまでヴァイオリンを弾き続ける。後に、5thシングルとしてリカットされるが、アルバムに収録されているものとシングルとはミックスが異なる。

## 参考資料
1. ↑  ただし、ピクチャーレーベルで用いられるオフセット印刷ではなく通常のシルク印刷である。
2. 1 2 3  BAND SCORE LUNA SEA / MOTHER（ドレミ楽譜出版社、1994年12月30日）ISBN 4-8108-3893-5
3. ↑  Days of LUNA SEA （シンコーミュージック、2001年4月）ISBN 4-401-62224-3
4. 1 2 3  「LUNATIC TOKYO〜1995.12.13 TOKYO DOME〜」「CAPACITY∞LIVE!」「THE FINAL ACT TOKYO DOME」「GOD BLESS YOU 〜One Night Dejavu〜」
5. ↑  “https://twitter.com/SUGIZOofficial/status/1729773619813724191”. X (formerly Twitter). 2023年12月4日閲覧。
6. ↑  RYUICHI・SUGIZOはオープニングでの演奏を希望していたが、STYLEのツアーとしての形を優先したいから一番最後にやるのはどうか？というJの提案によりトリプルアンコールとして一番最後に演ることが決定した
7. ↑  『月蝕』株式会社ソニー・マガジンズ、1997年4月25日、352-353頁。